# 門野利治
門野 利治（かどの としじ、1948年11月9日 - 2024年12月19日）は、京都府出身の元プロ野球選手。ポジションは投手。

## 来歴・人物
平安高校では1966年、3年生の時に春夏の甲子園に出場。春の選抜1回戦で優勝候補の前橋工を1-0で完封し注目された。この大会では準々決勝で土佐高の上岡誠二と投げ合い0-1で惜敗。
夏の選手権も、同じく準々決勝で報徳学園の前田正宏（中大 - 新日鐵広畑）に0-1で完封負け、準決勝には進めなかった。この大会の府予選3回戦では、堀川高を相手にノーヒットノーランを達成した。
秋の大分剛健国体にも出場、1回戦で甲子園春夏連覇を果たした中京商を降す。2回戦では、この大会に優勝した松山商のエース西本明和と投げ合うが、延長10回裏1-2でサヨナラ負けを喫した。
高校同期に捕手の畑矢敬治、遊撃手の杉政忠雄（関大 - 西川物産）、中堅手の伊藤博昭（法大 - 大昭和製紙北海道）がおり、いずれも1966年第2次ドラフト会議で指名されたがプロ入りを拒否している。また1年下には右翼手の江島巧がいた。江島は翌年ドラフト2位で中日ドラゴンズへ入団した。
国体出場後の1966年第2次ドラフト会議で、近鉄バファローズから1位指名を受け入団。貴重な本格派左腕投手として期待され、背番号18を与えられる。1年目の1967年は7試合に登板、8月20日には西鉄ライオンズを相手に初先発を果たす。与田順欣と投げ合い5回を3安打2失点と好投したが、味方の援護がなく勝敗はつかなかった。その後は登板機会に恵まれず、1969年限りで引退した。シュート、カーブを武器とした。

## 詳細情報

### 年度別投手成績
| 年 度     | 球 団     | 登 板 | 先 発 | 完 投 | 完 封 | 無 四 球 | 勝 利 | 敗 戦 | セ 丨 ブ | ホ 丨 ル ド | 勝 率 | 打 者 | 投 球 回 | 被 安 打 | 被 本 塁 打 | 与 四 球 | 敬 遠 | 与 死 球 | 奪 三 振 | 暴 投 | ボ 丨 ク | 失 点 | 自 責 点 | 防 御 率 | W H I P |
| --------- | --------- | ----- | ----- | ----- | ----- | -------- | ----- | ----- | -------- | ----------- | ----- | ----- | -------- | -------- | ----------- | -------- | ----- | -------- | -------- | ----- | -------- | ----- | -------- | -------- | ------- |
| 1967      | 近鉄      | 7     | 1     | 0     | 0     | 0        | 0     | 0     | --       | --          | ----  | 64    | 13.0     | 17       | 1           | 9        | 1     | 0        | 10       | 1     | 0        | 14    | 14       | 9.69     | 2.00    |
| 通算：1年 | 通算：1年 | 7     | 1     | 0     | 0     | 0        | 0     | 0     | --       | --          | ----  | 64    | 13.0     | 17       | 1           | 9        | 1     | 0        | 10       | 1     | 0        | 14    | 14       | 9.69     | 2.00    |

### 背番号
- 18 （1967年 - 1969年）